# بناهادوکس
بناهادوکس (به اسپانیایی: Benahadux) دهستانی در استان آلمریای اسپانیا است.
در این دهستان ۴۱۶۶ نفر زندگی می‌کنند. مساحت این دهستان ۱۶٫۴۴ کیلومتر مربع است.